# 淮州 (西魏)
淮州，是南北朝的州。
西魏废帝元年（552年）改华州置淮州，治淮安县（今河南省桐柏县东固县镇）。下辖上川郡、汉广郡、大义郡。上川郡下辖淮安县、淮南县、大义县，汉广郡下辖平氏县。西魏废帝三年（554年）改名纯州。隋炀帝大业初年地入显州淮安郡。